# Shadrack Kipchirchir
Shadrack Kipchirchir, född 22 februari 1989 i Kenya, är en amerikansk långdistanslöpare.
Kipchirchir tävlade för USA vid olympiska sommarspelen 2016 i Rio de Janeiro, där han slutade på 19:e plats på 10 000 meter.